# Noordelijke witbandmiersluiper
De noordelijke witbandmiersluiper (Formicivora intermedia) is een zangvogel uit de familie Thamnophilidae (miervogels).

## Verspreiding en leefgebied
Deze soort komt voor in Colombia en Venezuela en telt zes ondersoorten:
- F. i. alticincta: de Pareleilanden (Panama).
- F. i. hondae: noordwestelijk Colombia.
- F. i. fumosa: noordoostelijk Colombia en westelijk Venezuela.
- F. i. intermedia: noordelijk Colombia en noordelijk Venezuela (incl. Isla Margarita).
- F. i. tobagensis: Tobago.
- F. i. orenocensis: zuidelijk-centraal Venezuela.

## Status
De grootte van de populatie is niet gekwantificeerd maar de soort wordt omschreven als algemeen. Op de Rode lijst van de IUCN heeft deze soort de status niet bedreigd.